# Годованец, Михаил Васильевич
Михаил Васильевич Годованец (02.06.1924-09.11.2004) — заведующий молочно-товарной фермой колхоза «Большевик» Гайворонского района Кировоградской области Украинской ССР, Герой Социалистического Труда.

## Биография
Родился 2 июня 1924 года в селе Окнина Гайворонского района Кировоградской области, Украина), там же окончил начальную школу, с 1936 г. работал в колхозе в должностях от рядового колхозника до бригадира.
В 1944 году — участник Великой Отечественной войны, ранен в ходе Ясско-Кишинёвской операции и комиссован.
Вернулся в родное село, работал бригадиром полеводческой бригады в колхозе.
С 1958 года заведующий молочно-товарной фермой. За счёт улучшения стада и рационального кормления довёл надои на корову до 3689 кг в год. Его ферма в районном соревновании заняла первое место.
Указом Президиума Верховного Совета СССР от 8 апреля 1971 года за выдающиеся успехи, достигнутые в развитии сельскохозяйственного производства, присвоено звание Героя Социалистического Труда с вручением ордена Ленина и золотой медали «Серп и Молот».
В 1971 году в его бригаде получено 612 центнеров молока в расчёте на 100 гектаров сельхозугодий.
С 1984 г. — персональный пенсионер союзного значения.
Жил в селе Окнина Гайворонского района Кировоградской области. Умер 9 ноября 2004 года.
Награждён орденами Трудового Красного Знамени (22.03.1966), Октябрьской революции, Отечественной войны II степени и медалями, в том числе «За трудовую доблесть», «За трудовое отличие», а также медалями ВДНХ.